# 齊亞·哈克的伊斯蘭化政策
1978年12月2日，巴基斯坦总统穆罕默德·齐亚·哈克宣布在憲法基礎上實行沙里亞法。他指責政治家們利用伊斯蘭教的名稱，他說：許多統治者在以伊斯蘭的名義做他們喜歡的事情。次年二月成立宗教法庭作為世俗法院補充。1988年是伊斯蘭化高潮。

## 胡杜德法律
歸入伊斯蘭刑法的犯罪是最嚴重的犯罪，如謀殺，盜竊，通姦。因為沙里亞法是真主的律法，律法為每項犯罪規定一定的懲罰，而且是不可改變的。

## 禁止酒精令
根據巴基斯坦刑法，飲用葡萄酒（即所有含酒精的飲料）不構成犯罪。然而，在1977年，穆斯林銷售和飲用葡萄酒在巴基斯坦被禁止和判處六個月的監禁，罰款5000盧比或鞭打八十次（然而，法律並不適用於非穆斯林）。

## 通姦條例
有關通姦，如果未婚婦女和一名未婚男子有通姦罪，每人被鞭打100下，如果他們也已婚則必須石刑處死。1981年9月第一次有婦女因通姦被定罪但在國際壓力下被擱置死刑。

## 褻瀆法
1980年巴基斯坦進行了刑法和刑事訴訟法修訂，任何不尊重先知穆罕默德，口出惡言也是一種罪行，要判處死刑或終身監禁，和應課以罰款。不尊重“古蘭經”判處終身監禁，和不尊重先知的家人或先知同伴則被處以長達三年的監禁或罰款，或兩者兼而有之。
目前，在巴基斯坦，違反褻瀆法需要立即逮捕。巴基斯坦刑法中「褻瀆」的概念被解釋得非常模糊，任何人都可以因涉嫌侮辱真主或古蘭經而被捕。

## 宗教罪行和處罰
刑法條文:
- 298A對使用貶損神聖的人士言論，處以3年以下有期徒刑或罰款，得併科罰金。
- 298B對某些神聖人物或地方濫用綽號，處以3年以下有期徒刑得併科罰金。
- 298C阿赫迈底亚派稱自己是穆斯林，說教或傳播他的信仰或玷污穆斯林宗教感情，處以3年以下有期徒刑。
- 295傷害或玷污宗教活動場所，意圖侮辱宗教的任何一類。處以2年監禁或得併科罰金。
- 295A故意和惡意行為侮辱其宗教或宗教信仰，處以最多10年的監禁，得併科罰金。
- 295B亵渎古兰经，得處終身監禁。
- 295C對穆罕默德使用詆毀的言論，得死刑、無期徒刑、有期徒刑，得併科罰金。

## 祈禱時間
政府和準政府機構和教育機構發出指示，在辦公時間內進行祈禱。

## 敬齋條例
所有穆斯林在齋月期間應遵守齋戒，餐廳也不招待穆斯林。

## 穆斯林定義
通過修改憲法，提供了穆斯林和非穆斯林的定義:
- 穆斯林，是指一個人認同萬能真主的絕對單一性，無條件服從袉最後的先知穆罕默德。
- 非穆斯林，是指一個人屬於基督教，印度教，錫克教徒，佛教徒，阿赫迈底亚、或帕西人社會。

## 天課條例
1980年6月20日頒布條例，對銀行存款徵收2.5%與農業收入徵收10%救济贫民。

## 血債血償條例
在1990年政府通過血債血償條例，現在犯罪的受害者（或受害人的繼承人）可向罪犯要求遭受那些相同傷害。